# Nordenskjöld
Nordenskjöld – jezioro w południowej części Chile, w regionie Magallanes. Leży na terenie Parku Narodowego Torres del Paine i wyróżnia się szaro-niebieskim odcieniem wody. Malowniczo położone jezioro lodowcowe znajduje się bezpośrednio pod monumentalnymi szczytami Cuernos del Paine, będącego częścią masywu Torres del Paine. Maksymalna głębokość jeziora wynosi 200 metrów. Jego nazwa pochodzi od nazwiska Otto Nordenskjölda, który odkrył jezioro na początku XX wieku.
Na południowo-zachodnim krańcu jeziora znajduje się wodospad Salto Grande, przez który woda z Nordenskjöld wpada wprost do jeziora Pehoé.

## Klimat
Klimat nad jeziorem Nordenskjöld jest umiarkowany chłodny bez pory suchej. Średnia roczna temperatura wynosi 8 °C. Latem temperatury wahają się od 10 do 18 °C. Średnie rocznie opady wynoszą 450 mm.

## Przyroda
Nad jeziorem występują rośliny takie jak mulinum spinosum, brachyclados lycioides, senecio patagonicus, berberys bukszpanolistny, czystek, festuca gracillima, kupkówka pospolita, nothofagus pumilio i nothofagus dombeyi. Spośród ptactwa najczęściej spotykane są tu kondor wielki, aguja wielka, łabędź czarnoszyi, flaming chilijski, rybaczek obrożny, diuka, lustrzynka, dzięcioł magellański, chruściak magellański i pasówka obrożna. Niekiedy spotkać tu można także gwanako andyjskie, nandu plamiste, pumę płową nibylisa andyjskiego oraz nibylisa argentyńskiego.